# Hypothèque légale
En droit, une hypothèque légale est une hypothèque qui est formellement prévue par la loi. Le titre d'acquisition de l'hypothèque ne résulte donc pas de la volonté humaine mais de la réunion de conditions prévues par la loi. On peut en distinguer deux types : les hypothèques légales directes, qui naissent dès que les conditions sont réunies, et les hypothèques légales indirectes, qui permettent à leur titulaire d'en requérir l'inscription.

## Pays

### Québec (Canada)
En vertu de l'art. 2724 du Code civil du Québec, il existe quatre types d'hypothèque légale : l'hypothèque légale de l'État, l'hypothèque légale de la construction, l'hypothèque légale du syndicat de copropriété et l'hypothèque légale résultant d'un jugement. 

« 2724. Les seules créances qui peuvent donner lieu à une hypothèque légale sont les suivantes :
1°  Les créances de l’État pour les sommes dues en vertu des lois fiscales, ainsi que certaines autres créances de l’État ou de personnes morales de droit public, spécialement prévues dans les lois particulières ;
2°  Les créances des personnes qui ont participé à la construction ou à la rénovation d’un immeuble ;
3°  La créance du syndicat des copropriétaires pour le paiement des charges communes et des contributions au fonds de prévoyance ;
4°  Les créances qui résultent d’un jugement. »

Toutes ces hypothèques ont des caractéristiques juridiques particulières, mais celle qui a le plus d'impact dans l'ordre de collocation est l'hypothèque légale des constructeurs car elle permet de passer devant les autres hypothèques.

### Suisse
On trouve dans les hypothèques légales directes 3 cas prévus par le droit privé fédéral : 
1. l'hypothèque garantissant les frais engagés par le créancier pour éviter une dépréciation de l'immeuble grevé (article 808 et 810 du CC) ;
2. l'hypothèque garantissant les impenses faites par le créancier pour la conservation de l'immeuble (article 819 du CC) ;
3. l'hypothèque garantissant les frais de poursuite et les intérêts moratoires (article 818 du CC)

Le droit cantonal peut, au sens de l'article 836 CC, prévoir d'autres hypothèques légales directes (par le droit public : réserve au sens impropre). Il s'agit alors d'une des restrictions de droit public à la propriété foncière.
Quant aux hypothèques légales indirectes, le droit privé fédéral en connaît sept différentes : 
1. l'hypothèque du vendeur d'immeuble garantissant sa créance (parfois appelée hypothèque réversale) ;
2. l'hypothèque des cohéritiers sur un immeuble attribué lors du partage ;
3. l'hypothèque des artisans et entrepreneurs, pour le travail et les matériaux fournis sur un immeuble ;
4. l'hypothèque du bénéficiaire d'un entretien viager ;
5. l'hypothèque de la communauté des propriétaires d'étage pour les charges de la PPE des trois dernières années ;
6. l'hypothèque du propriétaire ayant concédé un droit de superficie ;
7. l'hypothèque du superficiaire pour l'indemnité due à l'extinction de son droit.

Là aussi, l'article 836 CC prévoit une réserve au sens impropre pour des hypothèques légales cantonales.